# David Kostelecký
David Kostelecký (né le 12 mai 1975 à Brno, en Tchécoslovaquie) est un tireur sportif tchèque. 

## Carrière
En 2000, aux Jeux olympiques de Sydney, il se classe 6e en tir trap Hommes. À la Coupe du Monde ISSF, il finit second.
Il est médaillé olympique en tir trap aux Jeux olympiques de Pékin 2008.
- Championnats du monde de fusil de chasse 2011, Trap

Il est médaillé d'or en trap aux Jeux européens de 2019.